# Municipio de Paint (condado de Somerset)
El municipio de Paint (en inglés: Paint Township) es un municipio ubicado en el condado de Somerset en el estado estadounidense de Pensilvania. En el año 2000 tenía una población de 3.300 habitantes y una densidad poblacional de 39 personas por km².

## Geografía
El municipio de Paint se encuentra ubicado en las coordenadas 40°12′05″N 78°51′06″O / 40.20139, -78.85167.

## Demografía
Según la Oficina del Censo en 2000 los ingresos medios por hogar en la localidad eran de $32,649 y los ingresos medios por familia eran $39,071. Los hombres tenían unos ingresos medios de $30,975 frente a los $18,571 para las mujeres. La renta per cápita para la localidad era de $14,694. Alrededor del 4,6% de la población estaban por debajo del umbral de pobreza.